# NGC 5769
NGC 5769 est une lointaine galaxie elliptique située dans la constellation du Bouvier. Sa vitesse par rapport au fond diffus cosmologique est de 10 851 ± 14 km/s, ce qui correspond à une distance de Hubble de 160 ± 11 Mpc (∼522 millions d'al). NGC 5769 a été découverte par l'astronome germano-britannique Edward Singleton Holden en 1881.
À ce jour, une mesure non basée sur le décalage vers le rouge (redshift) donne une distance d'environ 156,000 Mpc (∼509 millions d'al). Cette valeur est à l'intérieur des valeurs de la distance de Hubble. 
La distance de Hubble de la galaxie PGC 53155 située à proximité sur la sphère céleste est égale à 159,54 ± 11,17 Mpc (∼520 millions d'al), à peu près à la même distance de la Voie lactée que NGC 5769. Ces deux galaxies forment probablement une paire physique.